# جودی آن سانتوس
جودی آن لوماگوی سانتوس (زاده ۱۱ مه ۱۹۷۸) بازیگر و تهیه‌کننده فیلم فیلیپینی است. او که از اوایل دهه ۱۹۹۰ در سینما و تلویزیون در فیلیپین پرکار بود، به خاطر نقش‌های کمدی و دراماتیکش در فیلم‌های مستقل و فیلم‌های پرفروش و همچنین برای نمایش زنان تحت ستم و فقیر شناخته شده‌است. او جوایز مختلفی از جمله یک جایزه جشنواره بین‌المللی فیلم قاهره، یک جایزه گاواد اوریان، دو جایزه لونا، دو جایزه جشنواره فیلم مترو مانیل و سه جایزه فاماس دریافت کرده‌است.
جودی در ۱۱ مه ۱۹۷۸ در مانیل در محله تنی، ریزال متولد شد. او دو خواهر و برادر بزرگتر دارد.